# Флаг Пустомержского сельского поселения
Флаг муниципального образования «Пустомержское сельское поселение» Кингисеппского муниципального района Ленинградской области Российской Федерации — опознавательно-правовой знак, служащий официальным символом муниципального образования.
Флаг утверждён 31 января 2011 года и внесён в Государственный геральдический регистр Российской Федерации с присвоением регистрационного номера 6669.

## Описание
«Флаг муниципального образования „Пустомержское сельское поселение“ Кингисеппского муниципального района Ленинградской области представляет собой прямоугольное полотнище с отношением ширины флага к длине — 2:3, воспроизводящее композицию герба муниципального образования „Пустомержское сельское поселение“ Кингисеппского муниципального района Ленинградской области в чёрном и жёлтом цветах».
Геральдическое описание герба гласит: «В поле повышенно пересечённом золотом и чёрным вписанное узкое вогнутое остриё переменных цветов, сопровождаемое справа переменных цветов плугом в столб (лемехом вниз), слева — восстающим львом переменных цветов, держащим в правой передней лапе чёрную секиру».